# Lenticula
En astrogeologia, lenticula (plural lenticulae; abr. LE) és una paraula llatina que significa «llentilla» que la Unió Astronòmica Internacional (UAI) utilitza per indicar formacions geològiques presents a la superfície d'altres planetes o cossos celestes amb una forma circular o el·líptica (no necessàriament regular).
Només s'han trobat estructures similars a la superfície gelada d'Europa, una de les quatre llunes principals de Júpiter. Algunes d’aquestes lenticules són depressions al sòl, d'altres són semblants a una cúpula, d'altres són simplement regions de superfície més fosca que el territori circumdant.
S'ha observat que la part superior de les cúpules sembla estar feta de material similar al del terreny pla circumdant: això suggereix que el seu origen es deu a un moviment d'elevació de la superfície, causat per exemple per diapirs de gel menys freds. que s'eleven a través del gel perenne de l'escorça d’Europa, de manera similar al que fa el magma als planetes terrestres.
Les regions planes però més fosques de les zones circumdants podrien ser el resultat de la solidificació d’aigua líquida que per alguna raó ha escapat a la superfície a través del gel de l'escorça. Finalment, hi ha zones de la superfície del satèl·lit formades per lenticules irregulars i de color més clar que el terreny circumdant: podrien tractar-se de petits fragments de crosta atrapats pel gel superficial després del seu fonament parcial. Aquestes regions es consideren caòtiques.